# Saint-Pierre-de-Rivière
Saint-Pierre-de-Rivière è un comune francese di 715 abitanti situato nel dipartimento dell'Ariège nella regione dell'Occitania.

## Società

### Evoluzione demografica
Abitanti censiti